# Yeşiloba, Yunak
Yeşiloba là một xã thuộc huyện Yunak, tỉnh Konya, Thổ Nhĩ Kỳ. Dân số thời điểm năm 2011 là 90 người.